# Shuji Kusano
Shuji Kusano (草野 修治 Kusano Shuji?), född 2 april 1970 i Fukushima prefektur, är en japansk tidigare fotbollsspelare.
Kusano började sin karriär 1993 i Yokohama Flügels. Med Yokohama Flügels vann han japanska cupen 1993. Efter Yokohama Flügels spelade han för Kashiwa Reysol och Brummell Sendai. Han avslutade karriären 1997.